# Francisco Leontaritis
Francisco Leontaritis, també dit Francesco Londarit, Franciscus Londariti, Leondaryti, Londaretus, Londaratus o Londaritus (1518-1572) va ser un compositor grec, cantant i historiador natural de Càndia (Creta), dominada pels venecians en l'època del Renaixement. Arran del redescobriment de la seva obra a la dècada de 1980 i de la publicació de la seva biografia, se'l pot considerar com el primer compositor grec de música clàssica.
Leontaritis va néixer el 1518 a Creta, on es va establir com a músic. Aviat es va traslladar a Itàlia per estudiar música polifònica renaixentista. Va ser alumne d'alguns dels millors músics de la seva època com Orlande de Lassus i Giovanni Pierluigi da Palestrina. Va treballar com a músic en cors de Venècia sota la direcció d'Adrian Willaert. Ràpidament va fer-se una bona reputació com a compositor i també com un cantant molt capaç (cantore). Va ser convidat a cantar a les esglésies de Roma i Pàdua, així com a les residències de nobles, com Antonio Zantani. El seu conegut Nikolaus Stopius i, a través d'ell, el banquer alemany Jakob Fugger el van portar a Múnic, Baviera. També va treballar com a compositor a Augsburg i Salzburg. En 1568 va tornar a Creta per no haver de fer front a uns deutes econòmics.
Va ser establert en diccionaris de música com il Greco (el grec). Va compondre tres misses cantatas i vint motets, madrigals i napolitans. Des del seu treball només tres misses han sobreviscut fins avui: Missa super Aller mi faut, Missa super Je prens en grez i Missa super Letatus sum.